# Nadbišec
Nadbišec este o localitate din comuna Lenart, Slovenia, cu o populație de 93 de locuitori.